# Tote táska

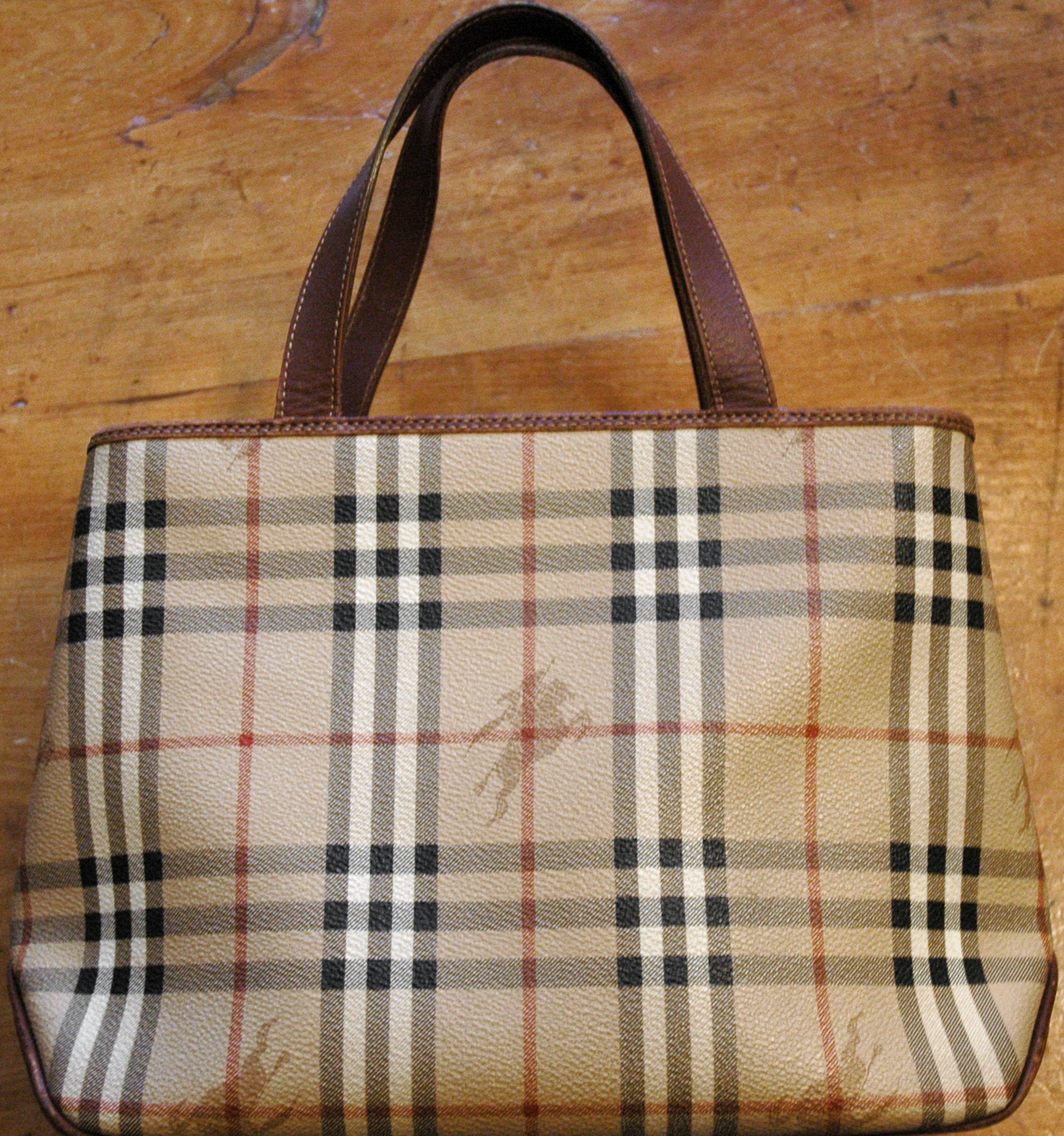
Burberry gyártmányú kis tote táska

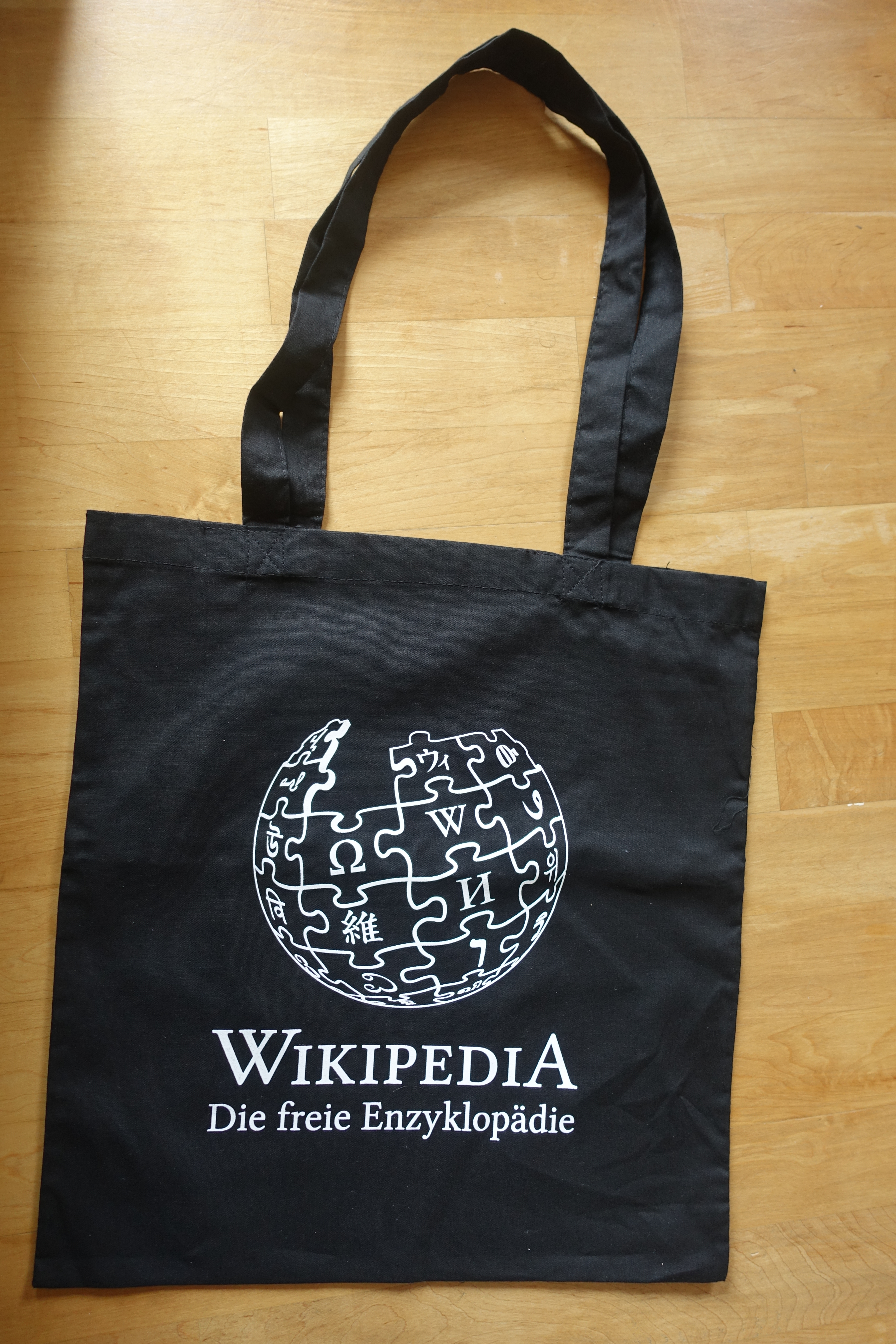
Promóciós célú tote táska

A tote táska (angolul tote bag) egy nagy, gyakran merevítés nélküli táska párhuzamosan elhelyezett nagy fülekkel. Különböző anyagokból készülhet, a textíliától a bőrön vagy bőrutánzaton át a jutáig vagy a szintetikus anyagokig. Divatcikknek számít.

## A név eredete
A kifejezés magyarországi elterjedése főleg az igénytelen magyar fordításnak köszönhető, amelynél még kísérlet sem történik a „tote” szó magyarra fordítására. (A „tote” vagy „tate” jelentése „vinni, cipelni”), és a 17. században tűnt fel az angol nyelvben, azonban táskák jelzőjeként csak a 20. század elejétől használatos.) Széles körben az 1940-es években terjedt el az Amerikai Egyesült Államokban, főleg az L.L. Bean cég Boat Bag nevű termékével összefüggésben. A tömegkultúrát az 1950-es években érte el, és az 1960-as évektől kapott egyéni stílust, Bonnie Cohen divattervezőnek köszönhetően. Az 1990-es években a Kate Spade által tervezett design tette még népszerűbbé az ilyen táskákat.